# 椅山水库
椅山水库是中国吉林省辽源市东辽县境内的一座水库，位于灯杆河上，建于1958年。水库正常库容为502万立方米，集雨面积为50平方千米，海拔为106.3米。